# Rouletabille chez Krupp
Rouletabille chez Krupp est un roman d'espionnage de Gaston Leroux, paru en feuilleton en 1917. Il s'agit de la sixième aventure de la série des Rouletabille.

## Historique
Après sa parution en feuilleton dans sept livraisons du magazine mensuel Je sais tout de septembre 1917 à mars 1918, le roman est repris en volume chez Pierre Lafitte en juin 1920.

## Résumé
L'intrigue se déroule durant la Première Guerre mondiale. 
Dans cette aventure, Rouletabille est envoyé en Allemagne (dans une usine de machines à coudre) pour récupérer un savant français enlevé par les Allemands. Le Kaiser veut contraindre le professeur à mettre au point une invention qui risquerait de faire basculer la victoire dans le camp allemand. Rouletabille contrecarre les visées du Kaiser et sauve Paris de la destruction.
Le héros est accompagné dans ce périple par ses compagnons : la Candeur et Vladimir.